# Srce (simbol)
Srce (♡, ♥) je antropomorfni ali zoomorfni simbol v obliki srca. V zahodnih kulturah pogosto označuje ljubezen in čustva ter na splošno ustreza pojmu središča. V drugih tradicionalnih civilizacijah označuje inteligenco in intuicijo.:568 Simbol je običajno asociiran z rdečo barvo in prikazan s stiliziranimi figovimi listi.